# Ira Hammermann
Ira Hammermann, född 1967, är en finländsk journalist och programledare verksam inom Svenska Yle.
Hammermann började sin karriär i media av en slump, efter att ha setts i en revy där tv-profilen Pertti Reponen(fi) satt i publiken. Han uppmanade henne att kontakta MTV3, vilket ledde till hennes första tv-uppdrag som programvärd för en direktsändning från Pori Jazz. Hon har senare arbetat som konferencier, journalist och tv-programledare.
Sedan 2021 är Hammermann programledare för det svenskspråkiga samtalsprogrammet En önskan på Yle Fem, där hon möter kända finländska personer i samtal med fokus på livets skeden, inre tankar och personliga upplevelser. En dikt av Edith Södergran med samma namn fungerar som en röd tråd i programserien, där varje gäst tolkar dikten i början av avsnittet.
Hammermann har uttryckt att hon inte är orolig för framtiden för djupa samtalsprogram på tv, och menar att publiken fortfarande har tålamod för längre, intressanta samtal.

## Privatliv
Ira Hammermann bor i Helsingfors, är tvåbarnsmamma och utbildade sig först inom pedagogik med tanke på en framtid som språklärare innan hon hamnade inom mediebranschen.